# إدوارد ألويسيوس كيني
إدوارد ألويسيوس كيني هو قاضي ومحامي وسياسي أمريكي، ولد في 11 أغسطس 1884 في كلينتون في الولايات المتحدة، وتوفي في 27 يناير 1938 في واشنطن العاصمة في الولايات المتحدة. نشط حزبياً في الحزب الديمقراطي. وقد انتخب Mayor of Cliffside Park, New Jersey ‏ وانتخب عضو مجلس النواب الأمريكي ‏.